# Wohnhaus Schöne Reihe 20
Das Wohnhaus Schöne Reihe 20, früher das Amtsschreiberhaus in Bruchhausen-Vilsen, stammt aus dem 18. Jahrhundert. Aktuell (2022) ist hier auch eine Praxis untergebracht.
Das Gebäude steht unter Denkmalschutz (siehe Liste der Baudenkmale in Bruchhausen-Vilsen).

## Geschichte
Das zweigeschossige traufständige Gebäude in Fachwerk mit Steinausfachungen und Walmdach wurde 1775 mit Holzteilen aus dem 1749 abgebrochenen Amtshaus der Burg Neubruchhausen gebaut. Es gehörte bis 1888 dem Amt Bruchhausen und diente dem zweiten Amtsschreiber als Wohnsitz.
Danach wurde es von der Meliorationsgenossenschaft Bruchhausen-Syke-Thedinghausen gekauft. Bis 1963 wurde hier das gesamte Eyterbruch zwischen Hoya, Bruchhausen-Vilsen, Syke und Thedinghausen wasserwirtschaftlich verwaltet. Danach war hier die  Spar- und Darlehnskasse. Seit 1978 ist es nach Sanierung und Umbau in Privatbesitz und dient heute als Praxis und zu Wohnzwecken.